# 古珀行
古珀行珠寶（Aaron Shum Jewelry），是香港一個設計及製造珠寶的公司，成立於1985年，創辦人為沈運龍。集團總部辦公室設於香港紅磡珠寶區，佔地15,000呎。廠房設於中國順德。2014年全球聘用約1,000名員工。
Aaron Shum Middle East (古珀行中東辦公室) 於2010年8月成立，中東地區總部位於阿聯酋迪拜的Gold Land Building。

## 資料來源
- 香港珠寶製造業廠商會員資料
- 香港貿發局專題 "轉危為機 積極拓展新市場 古珀行集團主席沈運龍"[永久]
- UBM亞州珠寶報導 （页面存档备份，存于）
- 星島日報報導 （页面存档备份，存于）